# Laura Chinchilla
Laura Chinchilla Miranda (ur. 28 marca 1959 w San José), kostarykańska polityk, wiceprezydent Kostaryki i minister sprawiedliwości od 8 maja 2006 do 8 października 2008. Zwyciężczyni wyborów prezydenckich w lutym 2010, urząd szefa państwa objęła 8 maja 2010.

## Życiorys
Laura Chinchilla urodziła się w 1959 w San José jako córka Rafaela Ángela Chinchilli Fallasa, kontrolera generalnego Republiki w latach 1972-1987 (urząd nadzorujący finanse publiczne) oraz Emilce Mirandy Castillo.
W 1981 ukończyła nauki polityczne na Uniwersytecie Kostarykańskim San José (Universidad de Costa Rica). W 1989 uzyskała tytuł magistra polityki publicznej na Georgetown University w Waszyngtonie. Po studiach pracowała w różnych organizacjach międzynarodowych zajmujących się sprawami Ameryki Łacińskiej i Afryki, min. w UNDP, Amerykańskiej Agencji do Spraw Rozwoju Międzynarodowego (USAID) oraz Międzyamerykańskim Banku Rozwoju (IDB). Pełniła w nich funkcję konsultanta ds. reform wymiaru sprawiedliwości i bezpieczeństwa narodowego. Była również aktywną działaczką wielu fundacji, m.in. Washington Office on Latin America (WOLA), Fundacji Ariasa na rzecz Pokoju i Postępu Ludzkiego (Fundación Arias para la Paz y el Progreso Humano) oraz Fundacji na rzecz Pokoju i Demokracji (FUNPADEM). W tym czasie opublikowała wiele książek, monografii i artykułów na tematy związane z wymiarem sprawiedliwości, bezpieczeństwem narodowym i reformą służb bezpieczeństwa.
W latach 1994-1996 zajmowała stanowisko wiceministra bezpieczeństwa publicznego, a od 1996 do 1998 ministra bezpieczeństwa publicznego. W latach 2002-2006 wchodziła w skład Zgromadzenia Ustawodawczego Kostaryki (parlamentu) z ramienia Partii Wyzwolenia Narodowego (Partido Liberación Nacional, PLN). W czasie wyborów prezydenckich z 5 lutego 2006 została wybrana na urząd pierwszego wiceprezydenta Kostaryki u boku prezydenta Oscara Ariasa. Stanowisko objęła 8 maja 2006. Jednocześnie została także ministrem sprawiedliwości.
Laura Chinchilla od 2000 jest żoną Jose Marii Rico Cueto, z którym ma jednego syna.

## Droga do prezydentury
8 października 2008 zrezygnowała ze stanowiska wiceprezydenta i ministra w gabinecie prezydenta Ariasa, by rozpocząć przygotowania do kampanii wyborczej. 10 października 2008 oficjalnie ogłosiła zamiar startu w wyborach prezydenckich w lutym 2010 i postanowiła ubiegać się o nominację prezydencką swojej partii. W prawyborach PLN 7 czerwca 2009 zajęła pierwsze miejsce, zdobywając przewagę ponad 15% głosów nad pozostałymi rywalami i pokonując burmistrza stolicy, Johnny'ego Araya Monge. Jako faworytka sondaży przedwyborczych, wyprzedzała w nich swoich konkurentów różnicą ok. 20% głosów. W czasie kampanii obiecywała kontynuowanie polityki rządu prezydenta Ariasa, poszerzanie układów o wolnym handlu, przyciąganie do kraju zagranicznych inwestorów oraz walkę z przestępczością zorganizowaną. W kwestiach społecznych przeciwna była prawu do aborcji, zawieraniu małżeństw jednopłciowych i zmianie przepisów konstytucji o katolicyzmie jako religii państwowej.

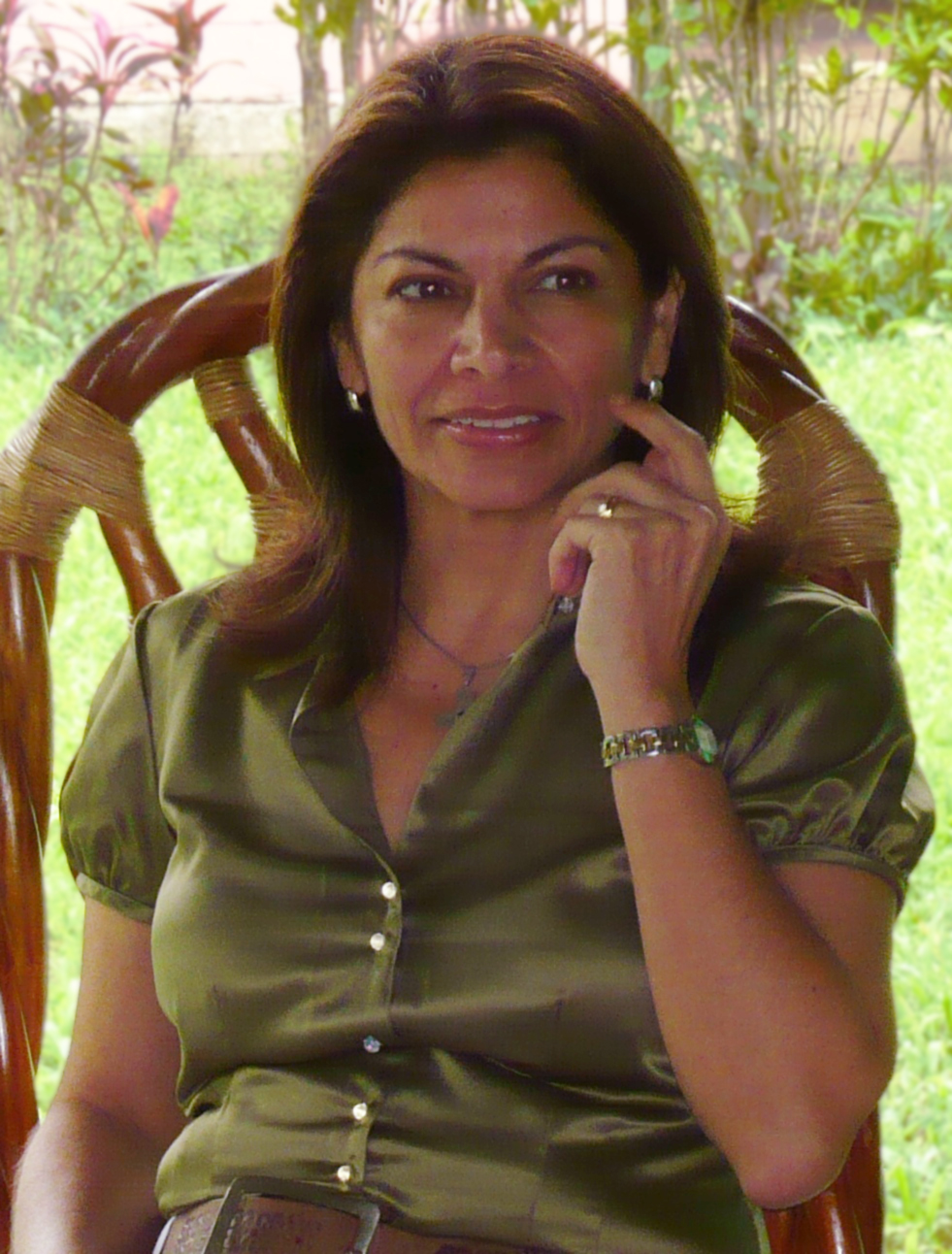
Laura Chinchilla, 2010.

W wyborach prezydenckich 7 lutego 2010 odniosła zdecydowane zwycięstwo, uzyskując prawie 47% głosów poparcia. Zdobyła dwa razy więcej głosów niż jej dwaj główni rywale, Ottón Solís (25%) i Otto Guevara (21%). Po zwycięstwie podziękowała rodakom i odchodzącemu gabinetowi prezydenta Ariasa oraz obiecała nie zawieść zaufania obywateli.
8 maja 2010 została zaprzysiężona na stanowisku prezydenta. W ceremonii uczestniczyli prezydenci Meksyku, Gwatemali, Hondurasu, Salwadoru, Nikaragui, Panamy, Kolumbii, Ekwadoru, Gruzji oraz hiszpański następca tronu.